# Phyllodoce nipponica
Phyllodoce nipponica är en ljungväxtart. Phyllodoce nipponica ingår i släktet lappljungssläktet, och familjen ljungväxter.

## Underarter
Arten delas in i följande underarter:
- P. n. nipponica
- P. n. tsugifolia

## Bildgalleri

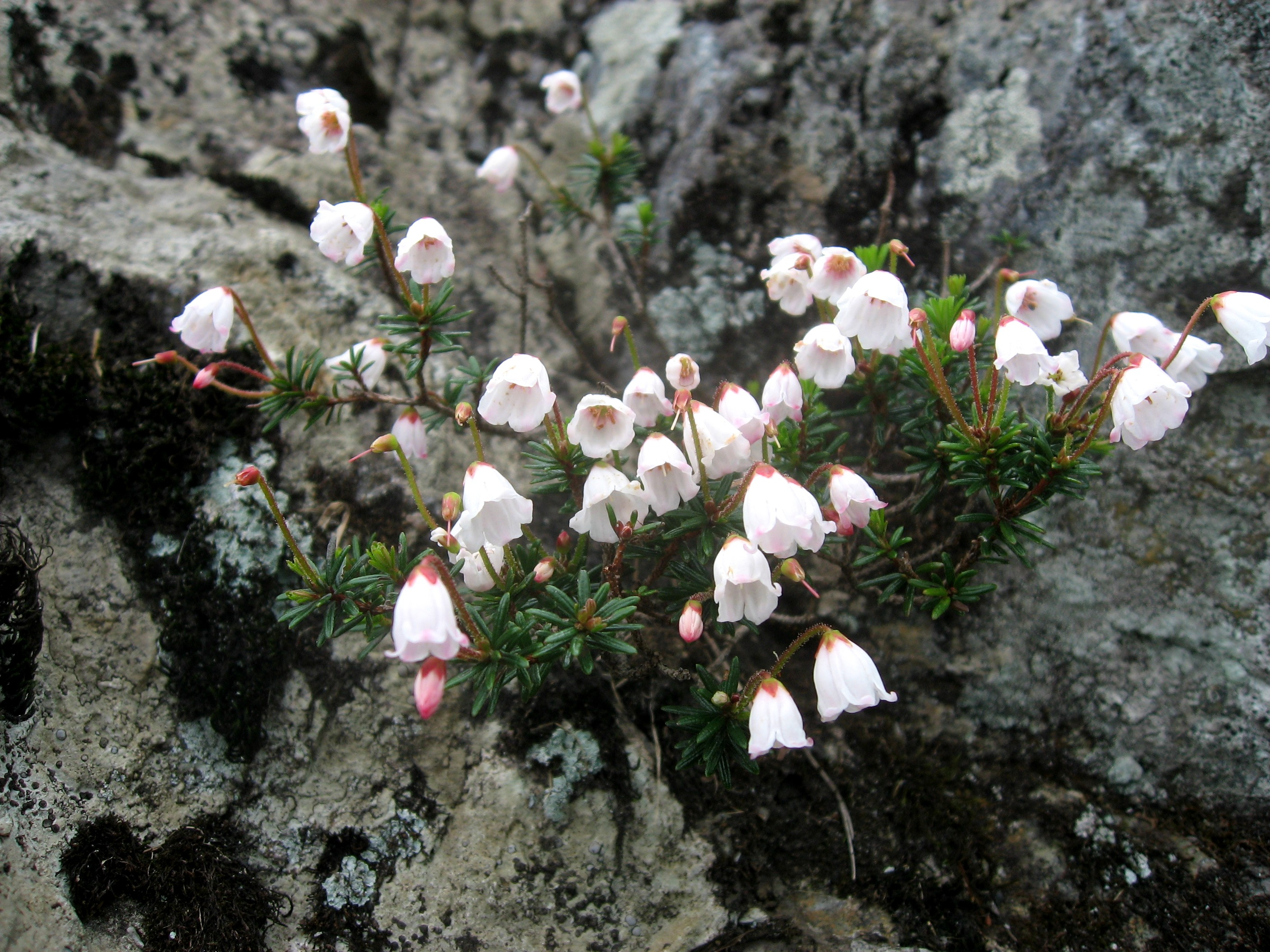
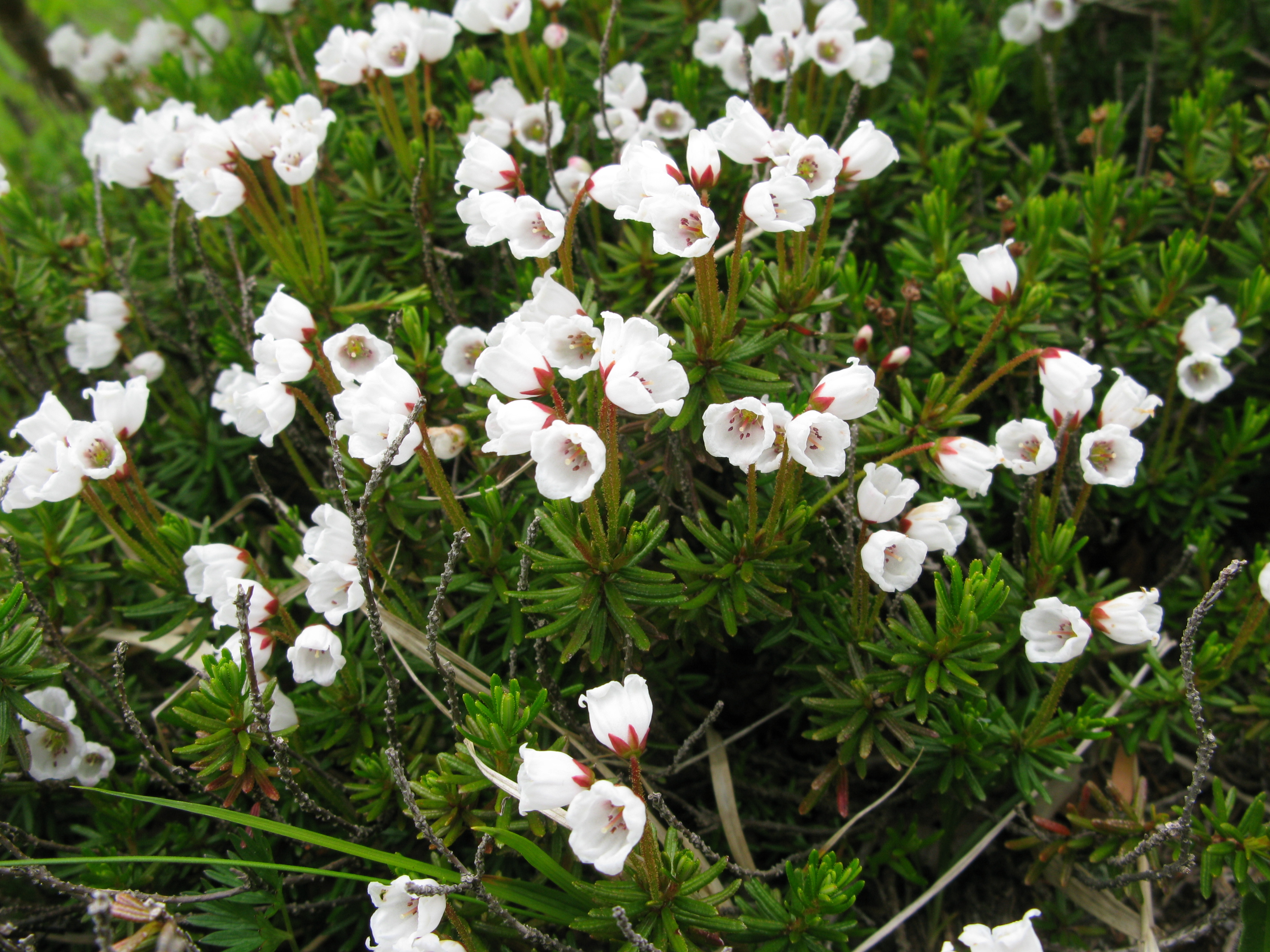
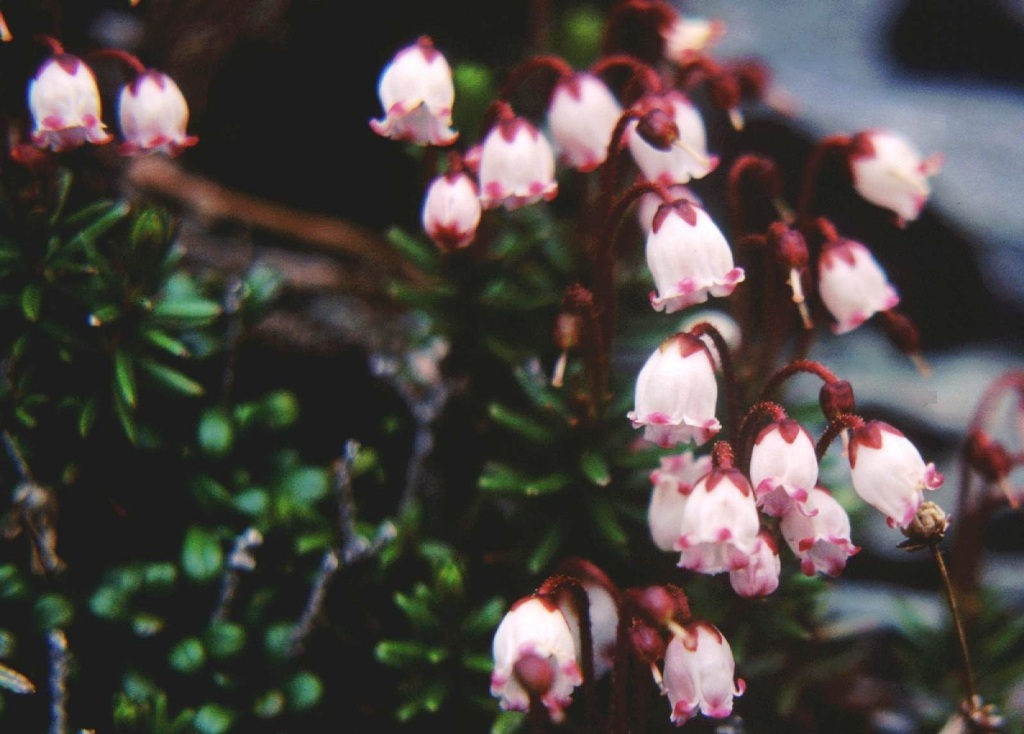
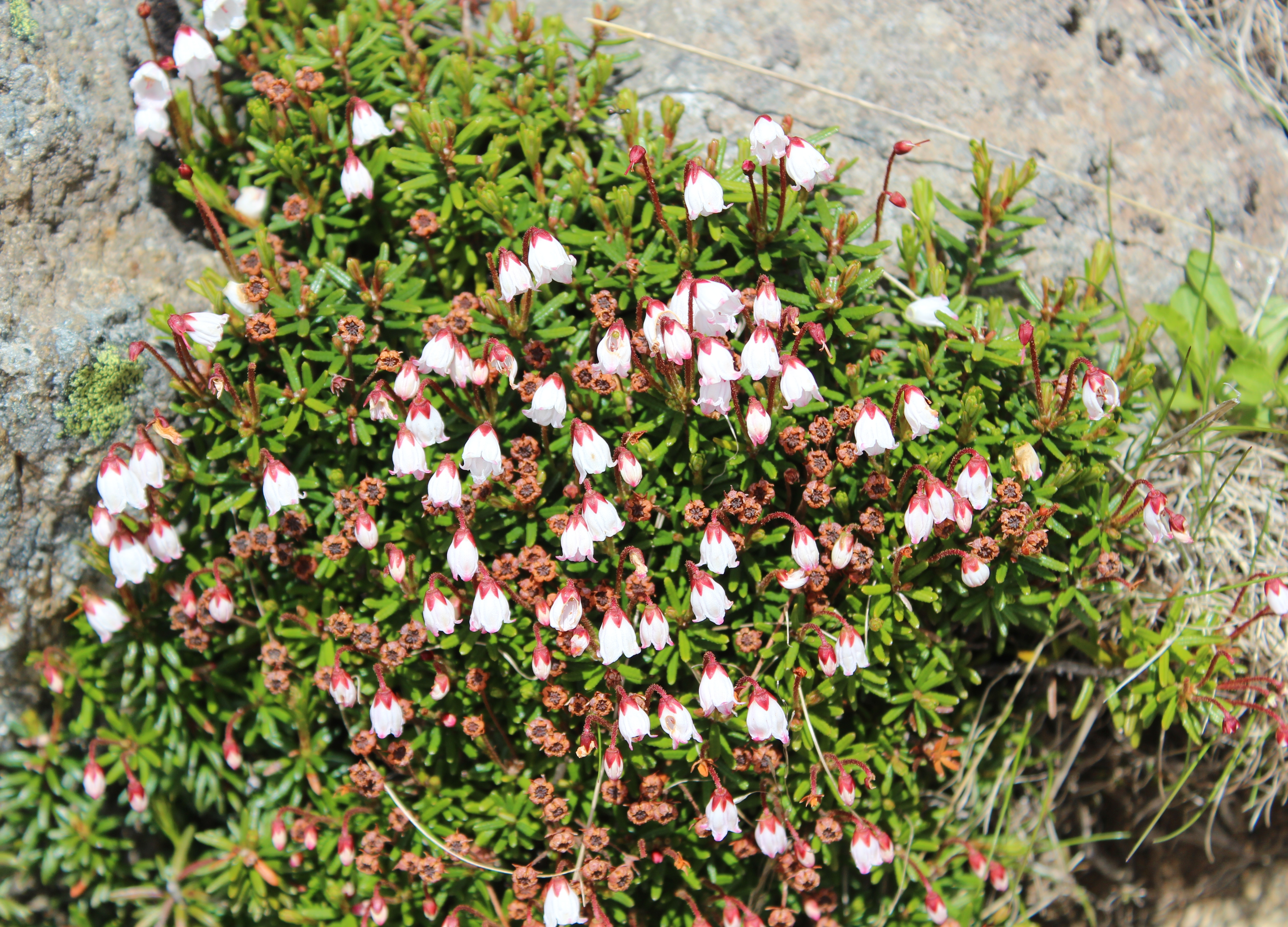
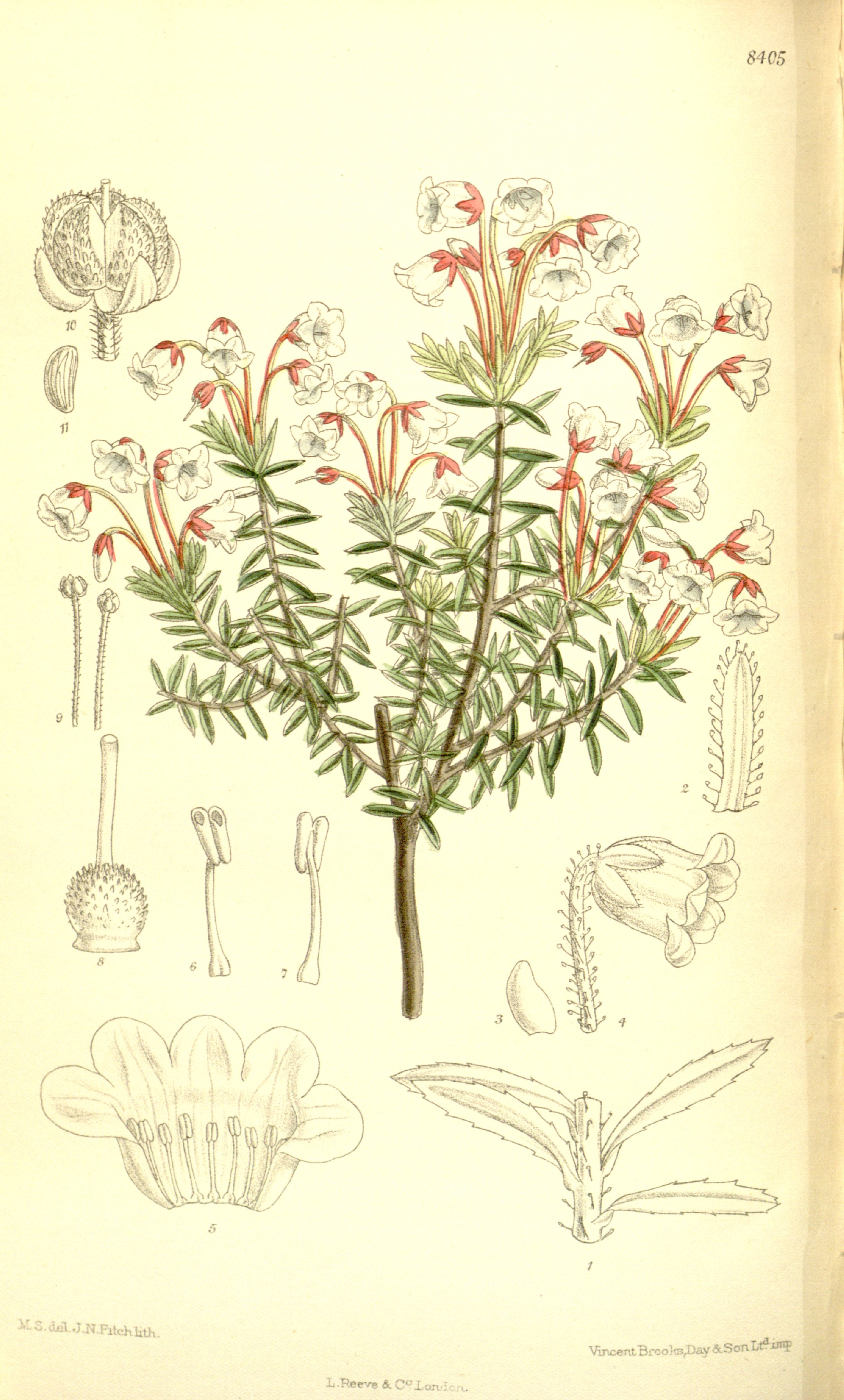